# Liste der Straßen und Plätze im 12. Arrondissement (Paris)
Diese Liste führt alle Straßen und Plätze im 12. Arrondissement von Paris auf.

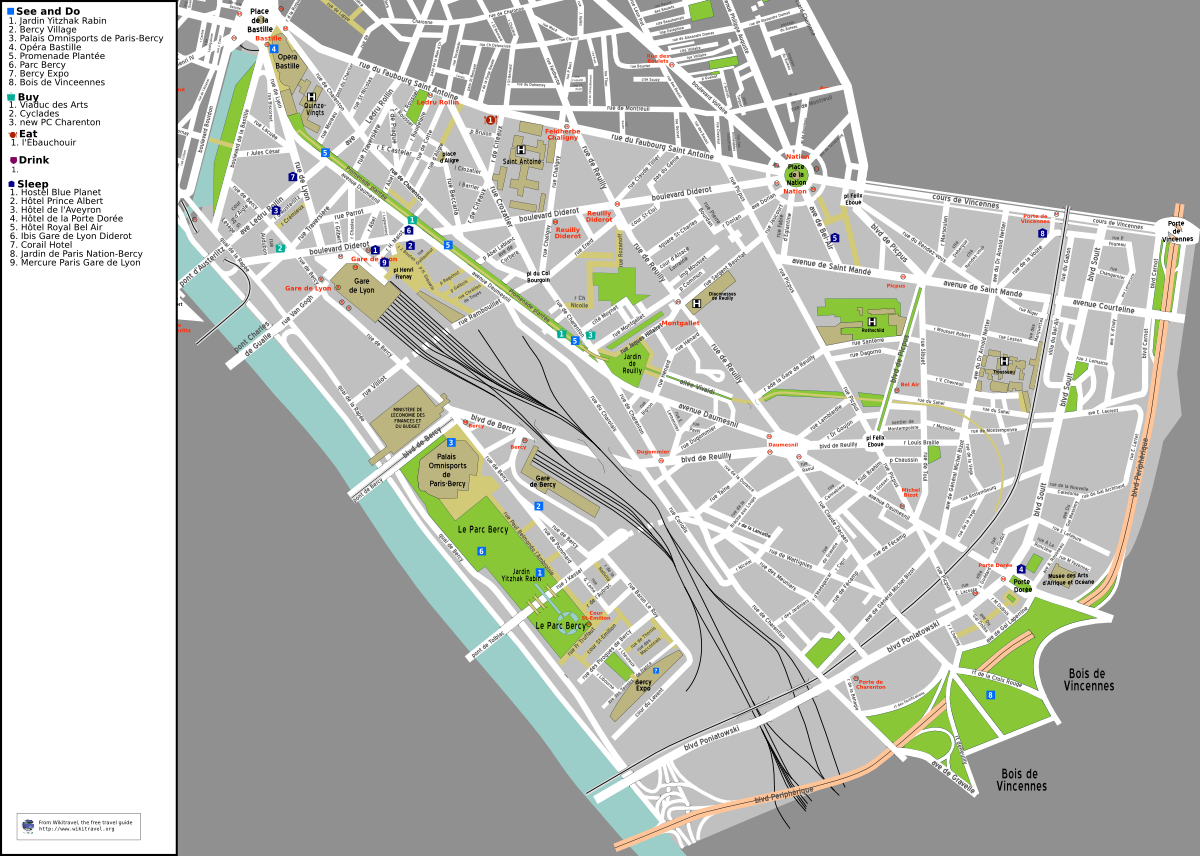
Plan des 12. Arrondissements von Paris

## Liste

### A
- Voie A/12
- Autoroute A4
- Voie AA/12
- Rue Abel
- Passage Abel-Leblanc
- Voie AC/12
- Voie AI/12
- Rue Albert-Malet
- Rue Albinoni
- Cour d’Alger
- Place d’Aligre
- Rue d’Aligre
- Rue Allard, auch in Saint-Mandé
- Cour d’Alsace-Lorraine
- Rue de l’Ambroisie
- Rue de l’Amiral-La-Roncière-Le-Noury
- Rue André-Derain
- Place Antoine-Furetière
- Rue Antoine-Julien-Hénard
- Rue Antoine-Vollon
- Voie AO/12
- Voie AP/12
- Avenue Armand-Rousseau
- Rue d’Artagnan
- Impasse des Arts
- Voie AS/12
- Rue de l’Aubrac
- Rue Audubon
- Pont d’Austerlitz
- Rue d’Austerlitz

### B
- Rue Baron-Le-Roy
- Impasse Barrier
- Boulevard de la Bastille
- Place de la Bastille
- Place du Bataillon-du-Pacifique
- Rue Baulant
- Rue Beccaria
- Avenue du Bel-Air
- Cour du Bel-Air
- Villa du Bel-Air
- Allée de Bercy
- Boulevard de Bercy
- Pont de Bercy
- Port de Bercy
- Quai de Bercy
- Rue de Bercy
- Rue Bernard-Lecache
- Ruelle Bidault
- Rue Bignon
- Rue Biscornet
- Passage de la Boule-Blanche
- Rue Brahms
- Rue de la Brèche-aux-Loups
- Sentier Briens
- Passage Brulon
- Voie BY/12
- Voie BZ/12

### C
- Rue Cailletet
- Impasse Canart
- Rue Cannebière
- Rue de Capri
- Place du Cardinal-Lavigerie
- Boulevard Carnot
- Voie CC/12
- Voie CD/12
- Voie CE/12
- Voie CF/12
- Voie CG/12
- Voie CH/12
- Rue de Chablis
- Rue du Chaffault
- Rue Chaligny
- Rue de Chalon
- Rue de Chambertin
- Terrasse de Champagne
- Rue Changarnier
- Passage du Chantier
- Rue de Charenton
- Rue Charles-Baudelaire
- Villa Charles-Bénard
- Rue Charles-Bossut
- Avenue Charles-de-Foucauld
- Pont Charles-de-Gaulle
- Rue Charles-Nicolle
- Passage du Charolais
- Rue du Charolais
- Passage Chaussin
- Cour du Chêne-Vert
- Rue Chrétien-de-Troyes
- Rue Christian-Dewet
- Voie CI/12
- Rue de Cîteaux
- Voie CJ/12
- Voie CK/12
- Voie CL/12
- Rue Claude-Decaen
- Rue Claude-Tillier
- Voie CM/12
- Voie CN/12
- Voie CO/12
- Place du Colonel-Bourgoin
- Rue du Colonel-Oudot
- Rue du Colonel-Rozanoff
- Rue des Colonnes-du-Trône
- Place des Combattants-en-Afrique-du-Nord
- Rue du Congo
- Avenue de Corbera
- Rue Corbineau
- Rue Coriolis
- Rue de Cotte
- Avenue Courteline
- Voie CP/12
- Voie CQ/12
- Voie CR/12
- Rue Crémieux
- Impasse Crozatier
- Rue Crozatier
- Voie CS/12
- Voie CT/12
- Voie CU/12
- Voie CV/12
- Voie CW/12
- Voie CX/12
- Voie CY/12
- Voie CZ/12

### D
- Voie D/12
- Voie DA/12
- Rue Dagorno
- Avenue Daumesnil
- Villa Daumesnil
- Voie DB/12
- Voie DC/12
- Voie DD/12
- Cité Debergue
- Rue Descos
- Voie DF/12
- Voie DG/12
- Voie DI/12
- Boulevard Diderot
- Rue de Dijon
- Place du Dix-Neuf-Mars-1962
- Voie DN/12
- Place du Docteur-Antoine-Béclère
- Avenue du Docteur-Arnold-Netter
- Rue du Docteur-Goujon
- Avenue Dorian
- Rue Dorian
- Passage Driancourt
- Impasse Druinot
- Rue Dubrunfaut
- Passage Dubuffet
- Rue Dugommier
- Rue de la Durance

### E
- Rue Ebelmen
- Rue Édouard-Lartet
- Place Édouard-Renard
- Rue Édouard-Robert
- Rue Élie-Faure
- Rue Élisa-Lemonnier
- Rue Émile-Gilbert
- Avenue Émile-Laurent
- Rue Émilio-Castelar
- Impasse Érard
- Rue Érard
- Rue Ernest-Lacoste
- Rue Ernest-Lavisse
- Rue Ernest-Lefébure
- Rue Escoffier
- Rue Eugénie-Éboué

### F
- Rue Fabre-d’Églantine
- Rue du Faubourg-Saint-Antoine
- Rue de Fécamp
- Place Félix-Éboué
- Rue Ferdinand-de-Béhagle
- Carrefour de la Ferme-de-la-Faisanderie
- Rue Fernand-Foureau
- Rue des Fonds-Verts
- Ruelle Fraisier
- Rue François-Truffaut

### G
- Rue du Gabon
- Rue Gabriel-Lamé
- Rue de la Gare-de-Reuilly
- Passage Gatbois
- Rue du Général-Archinard
- Rue du Général-de-Langle-de-Cary
- Avenue du Général-Dodds
- Avenue du Général-Laperrine
- Avenue du Général-Messimy
- Avenue du Général-Michel-Bizot
- Passage du Génie
- Rue George-Gershwin
- Square Georges-Contenot
- Rue Georges-et-Maï-Politzer
- Square Georges-Lesage
- Voie Georges-Pompidou
- Rue Gerty-Archimède
- Place Ginette-Hamelin
- Cour du Ginkgo
- Rue Gossec
- Rue de Gravelle
- Rue Guillaumot
- Boulevard de la Guyane

### H
- Voie H/12
- Ruelle des Hébrard
- Rue Hector-Malot
- Passage Hennel
- Rue Henri-Desgrange
- Place Henri-Frenay
- Port Henri-IV

### I
- Place de l’Île-de-la-Réunion

### J
- Rue Jacques-Hillairet
- Rue des Jardiniers
- Rue Jaucourt
- Rue Jean-Bouton
- Villa Jean-Godard
- Place Jean-Lauprêtre
- Rue Jeanne-Jugan
- Rue Jean-Renoir
- Rue Joseph-Chailley
- Rue Joseph-Kessel
- Rue Jules-César
- Rue Jules-Lemaître
- Rue Jules-Pichard

### L
- Place Lachambeaudie
- Rue Lacuée
- Rue Lamblardie
- Avenue Lamoricière
- Rue de la Lancette
- Rue Lasson
- Avenue Ledru-Rollin
- Rue Legraverend
- Place Léonard-Bernstein
- Rue Leroy-Dupré
- Cour du Levant
- Rue Lheureux
- Rue de Libourne
- Sentier de la Lieutenance
- Place Louis-Armand
- Rue Louis-Braille
- Square Louis-Gentil
- Rue de Lyon

### M
- Voie M/12
- Rue des Mâconnais
- Rue de Madagascar
- Rue Marcel-Dubois
- Cour du Marché-Saint-Antoine
- Rue des Marguettes
- Rue Marie-Benoist
- Rue Marie-Laurencin
- Rue Marsoulan
- Square du Massif-Central
- Place Maurice-de-Fontenay
- Rue Maurice-Denis
- Avenue Maurice-Ravel
- Place Mazas
- Sentier des Merisiers
- Rue Messidor
- Rue des Meuniers
- Rue Michel-Chasles
- Cour du Midi
- Cour du Minervois
- Rue Mongenot
- Rue de Montempoivre
- Sentier de Montempoivre
- Rue Montéra
- Rue Montesquiou-Fezensac
- Passage Montgallet
- Rue Montgallet
- Rue Moreau
- Pont Morland
- Place Moussa-et-Odette-Abadi
- Impasse Mousset
- Rue Mousset-Robert
- Cité Moynet

### N
- Place de la Nation
- Pont National
- Rue de la Nativité
- Terrasse des Négociants
- Rue Nicolaï
- Rue du Niger
- Rue de la Nouvelle-Calédonie

### P
- Voie P/12
- Rue Parrot
- Rue Paul-Belmondo
- Square Paul-Blanchet
- Rue Paul-Crampel
- Rue Paul-Dukas
- Rue Paul-Henri-Grauwin
- Rue du Pensionnat
- Boulevard périphérique
- Boulevard de Picpus
- Rue de Picpus
- Rue Pierre-Bourdan
- Rue des Pirogues-de-Bercy
- Ruelle de la Planchette
- Rue Pleyel
- Rue de Pommard
- Cour du Ponant
- Boulevard Poniatowski
- Avenue de la Porte-de-Charenton
- Avenue de la Porte-de-Vincennes
- Rue de Prague
- Rue Proudhon

### R
- Passage Raguinot
- Rue de Rambervillers
- Rue de Rambouillet
- Rue Raoul
- Port de la Rapée
- Quai de la Rapée
- Cité du Rendez-Vous
- Rue du Rendez-Vous
- Boulevard de Reuilly
- Rue de Reuilly
- Rue Riesener
- Rue Robert-Etlin
- Rue Roland-Barthes
- Rue Rondelet
- Rue Rottembourg
- Place Rutebeuf

### S
- Rue du Sahel
- Villa du Sahel
- Square Saint-Charles
- Rue Sainte-Claire-Deville
- Cour Saint-Éloi
- Avenue Sainte-Marie
- Cour Saint-Émilion
- Passage Saint-Émilion
- Place Saint-Estèphe
- Esplanade Saint-Louis
- Avenue de Saint-Mandé
- Villa de Saint-Mandé
- Rue Saint-Nicolas
- Passage Saint-Vivant
- Square du Sancerrois
- Place Sans–Nom
- Rue Santerre
- Rue du Sergent-Bauchat
- Rue Sibuet
- Rue Sidi-Brahim
- Passerelle Simone-de-Beauvoir
- Boulevard Soult
- Passage Stinville

### T
- Rue Taine
- Rue de Taïti
- Avenue des Terroirs-de-France
- Rue Théodore-Hamont
- Rue Théophile-Roussel
- Rue de Thorins
- Pont de Tolbiac
- Rue de Toul
- Impasse Tourneux
- Rue Tourneux
- Rue Traversière
- Avenue du Tremblay
- Avenue du Trône

### V
- Voie V/12
- Impasse de la Vallée-de-Fécamp
- Rue Van-Gogh
- Impasse Vassou
- Rue de la Véga
- Square de la Vendée
- Allée des Vergers
- Rue Victor-Chevreuil
- Rue Villiot
- Cours de Vincennes
- Avenue Vincent-d’Indy
- Place des Vins-de-France
- Allée Vivaldi
- Passage de la Voûte
- Rue de la Voûte

### W
- Impasse de Wattignies
- Rue de Wattignies

### X
- Voie X/12

### Y
- Voie Y/12
- Passage de l’Yonne

### Bois de Vincennes
Folgende Straßen befinden sich im Bois de Vincennes:
- Autoroute A4
- Route Aimable
- Route de l’Asile-National
- Route du Bac
- Route des Barrières
- Route des Batteries
- Carrefour de Beauté
- Avenue de Bel-Air
- Porte du Bel-Air
- Route de la Belle-Étoile
- Avenue de la Belle-Gabrielle
- Route Bosquet-Mortemart
- Route des Bosquets
- Route de Bourbon
- Route de la Brasserie
- Route Brûlée
- Allée des Buttes
- Route de la Cascade
- Route de Ceinture-du-Lac-Daumesnil
- Route du Champ-de-Manœuvres
- Route des Chênes
- Chemin du Cimetière
- Route Circulaire
- Carrefour de la Conservation
- Route de la Croix-Rouge
- Avenue de la Dame-Blanche
- Route de la Dame-Blanche
- Route des Dames
- Avenue Daumesnil
- Route Dauphine
- Route de la Demi-Lune
- Route Dom-Pérignon
- Route du Donjon
- Avenue de l’École-de-Joinville
- Route de l’Épine
- Route de l’Esplanade
- Chaussée de l’Étang
- Route de la Faluère
- Route de la Ferme
- Carrefour de la Ferme-de-la-Faisanderie
- Avenue Foch (Vincennes)
- Avenue de Fontenay
- Route du Fort-de-Gravelle
- Route des Fortifications
- Route de la Gerbe
- Route du Grand-Maréchal
- Route du Grand-Prieur
- Avenue de Gravelle
- Porte Jaune
- Route du Lac-de-Saint-Mandé
- Allée des Lapins
- Route Lemoine
- Cours des Maréchaux
- Route de la Ménagerie
- Route des Merisiers
- Avenue des Minimes
- Route du Moulin-Rouge
- Avenue de Nogent
- Route Nouvelle
- Route Odette
- Route du Parc
- Avenue de Paris
- Carrefour de la Patte-d’Oie
- Route des Pelouses
- Route des Pelouses-Marigny
- Route du Pesage
- Route de la Plaine
- Route du Point-de-Vue
- Avenue du Polygone
- Route de la Pompadour
- Route de la Porte-Jaune
- Route de la Porte-Noire
- Carrefour de la Pyramide
- Route de la Pyramide
- Allée des Quatre-Carrefours
- Route de Reuilly
- Route Royale-de-Beauté
- Route du Ruisseau
- Route des Sabotiers
- Route Saint-Hubert
- Esplanade Saint-Louis
- Route Saint-Louis
- Avenue de Saint-Maurice
- Route de la Terrasse
- Route de la Tourelle
- Avenue du Tremblay
- Avenue des Tribunes